# 픽셀 8a

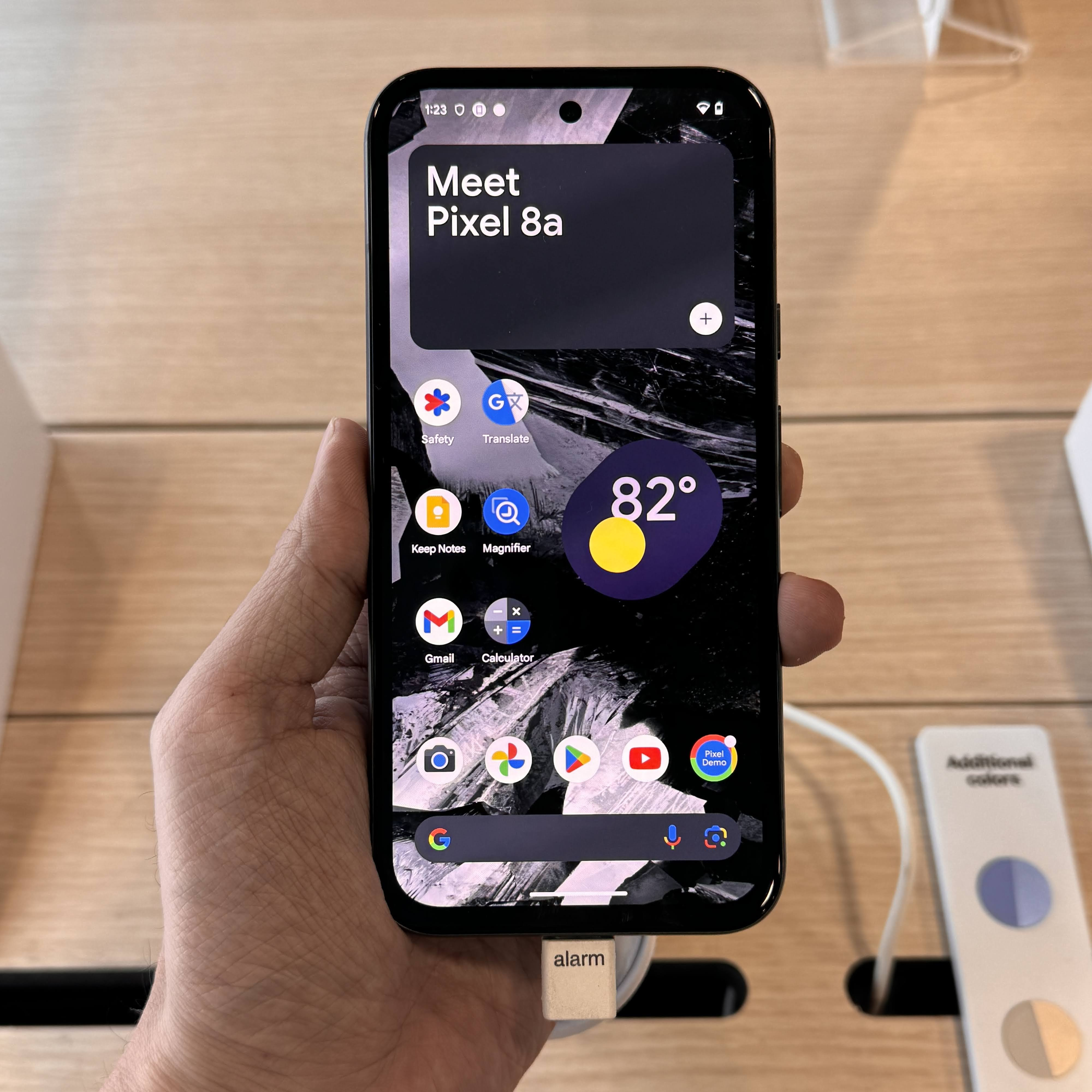

픽셀 8a(Pixel 8a)는 구글 픽셀 제품 라인의 일부로 구글이 설계, 개발 및 판매하는 안드로이드 스마트폰이다. 픽셀 8 시리즈 내에서 중급 변형으로 사용된다. 픽셀 8a는 나머지 픽셀 8s와 비슷한 디자인을 공유한다. 주요 차이점은 카메라 바이저가 더 얇아지고 후면 커버 전체가 분리 가능하다는 것이다. 이 장치는 픽셀 8과 유사한 특징과 기능을 가지고 있으며, 이 전화기의 주요 초점은 번들로 제공되는 AI 도구이다.

## 역사
픽셀 8a는 2024년 5월 7일에 미국에서 발표되었으며 선주문이 가능했다. 대부분의 이전 A 시리즈 픽셀 휴대폰과 달리 픽셀 8a는 연례 구글 I/O 이벤트에서 발표되지 않았으며 대신 정확히 1주일 전에 발표되었다.